# سیارک ۱۶۷۵۰
سیارک ۱۶۷۵۰ (به انگلیسی: 16750 Marisandoz، نامگذاری:1996QL) شانزده هزار و هفتصد و پنجاهمین سیارک کشف شده‌است که در ۱۸ اوت ۱۹۹۶ کشف شد.